# Sin nombre (película)
Sin nombre es una película escrita y dirigida por Cary Fukunaga, coproducida entre México y Estados Unidos y rodada en español. Se rodó en Tapachula, Suchiate, Chiapas (México) y en Tegucigalpa (Honduras). Está protagonizada por Edgar Flores, Paulina Gaitán, Kristyan Ferrer, Diana García y Ténoch Huerta. 
Se estrenó el 18 de enero de 2009 en el Festival de Cine de Sundance, donde obtuvo los premios al mejor director y a la mejor fotografía.